# Tersicore (Händel)
Tersicore (HWV)(8b) è un prologo in forma di opéra-ballet di Georg Friedrich Händel. Händel lo compose nel 1734 come revisione della sua opera Il pastor fido che era stata presentata nel 1712. La revisione de Il pastor fido con Terpsicore come prologo fu eseguita in prima il 9 novembre 1734 al Covent Garden theatre, aprendo la prima stagione di Händel in quel teatro di nuova costruzione. Terpsichore mescolava la danza a pezzi musicali per solisti e a canto corale e fu modellata prendendo spunto dalle opere francesi. Una fonte particolare è Les festes grecques et romaines di Louis Fuzelier e Colin de Blamont, presentato in prima a Parigi nel 1723. In Terpsichore danzava la celebre ballerina francese Marie Sallé e presentava altre stelle delle opere italiane di Händel e all'epoca riscosse un gran successo di pubblico.

## Storia delle esecuzioni
Il Pastor Fido, un'opera pastorale eseguita la prima volta nel 1712, non era stato un successo di pubblico a quell'epoca, probabilmente a causa del fatto che era carente in quanto a effetti scenici spettacolari e più pesante in confronto alle vivaci emozioni della precedente opera di Händel Rinaldo, che aveva creato una enorme sensazione. Nel 1734, Händel rivide radicalmente Il Pastor Fido e presentò la nuova versione con un ruolo da star per il celebre castrato Carestini. Questa produzione si concluse nella stagione di Händel 1733-1734, al King's Theatre e fu un tale successo che Händel scelse questo lavoro pochi mesi dopo, per inaugurare la sua prima stagione nel suo nuovo teatro, il Covent Garden, con il nuovo prologo Terpsichore, aggiunto per usufruire del talento di fama internazionale della ballerina Marie Sallé. Più tardi ella danzò anche nelle opere di Händel Alcina e Ariodante.
Come per tutte le opere serie del periodo barocco, Il Pastor Fido e il suo prologo Terpsichore non fu mai più rappresentata per molti anni, ma con la ripresa negli anni 60 di interesse per la musica barocca ed il nuovo concetto di esecuzioni musicali storicamente informate, Terpsichore oggi viene rappresentata in festival e teatri d'opera, sia come prologo al Pastor Fido sia come un pezzo indipendente. Tra gli altri spettacoli, Terpsichore è stato messo in scena presso il Teatro Manoel, Malta, ed al Castello di Versailles Spectacles, Francia, nel 2013.

## Ruoli

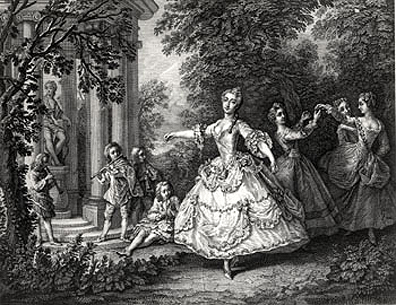
Marie Sallé

| Ruolo                           | Tipo voce             | Cast della prima 9 novembre 1734 |
| ------------------------------- | --------------------- | -------------------------------- |
| Apollo                          | mezzosoprano castrato | Giovanni Carestini               |
| Erato, musa della poesia lirica | soprano               | Anna Maria Strada                |
| Tersicore, musa della danza     | ballerina             | Marie Sallé                      |

## Trama
Erato, musa della poesia lirica ed i suoi seguaci, si rivolgono ad Apollo, che discende dal cielo con alcune delle Muse. Essi convocano Tersicore, che dà una dimostrazione del potere della danza, illustrando diverse emozioni attraverso l'uso del movimento. I cantanti solisti e il coro si uniscono per esaltare le gesta virtuose dei saggi che stanno per essere celebrati nell'opera che segue.

## Contesto e analisi

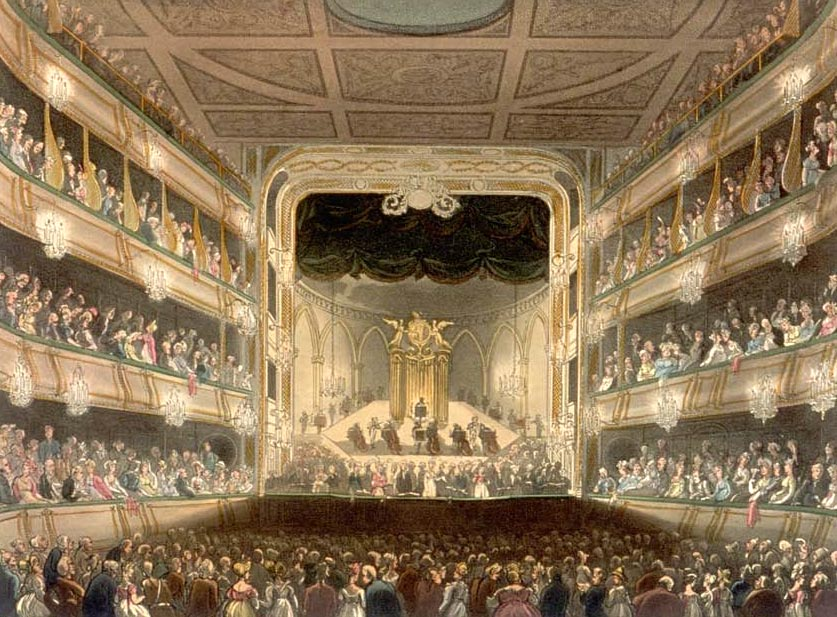
A picture of the theatre at Covent Garden where Terpsichore was first performed

Händel, di origine tedesca, dopo aver trascorso una parte della sua carriera iniziale nella composizione di opere e altra musica in Italia, si stabilì a Londra, dove nel 1711 per la prima volta aveva portato l'opera italiana con la sua opera Rinaldo.
Rinaldo, che aveva riportato un enorme successo, creò a Londra una vera e propria mania per l'opera seria italiana, una forma musicale concentrata prevalentemente sulle arie virtuosistiche da solista per le star del bel canto. Händel aveva composto numerose opere italiane per Londra, con varie gradazioni di successo; alcune erano diventate enormemente popolari. Alla fine della stagione 1734, il contratto di locazione che aveva Händel sul King's Theatre di Haymarket scadde ed egli trovò un'altra base per la sua attività operistica nel nuovo teatro costruito da John Rich a Covent Garden. Il Pastor Fido, con il prologo di nuova composizione Tersicore, aprì la sua nuova stagione lì. È l'unico esempio di un'opera di Händel con un prologo ed è modellata sui lunghi prologhi simili delle opere di Jean-Philippe Rameau, che miscelavano arie operistiche, cori e danza. L'opera si apre con un coro, seguita da una aria di bravura ciascuno per Apollo e Erato. Tersicore dimostra la potenza della danza con una serie di movimenti in contrasto fra loro, intervallati da duetti e assoli dei cantanti. Il lavoro si conclude con i solisti vocali, il coro e i ballerini che si uniscono in un elogio della virtù e della saggezza.
Tersicore è orchestrato per due flauti dolci, due oboi, un fagotto, due corni, archi, organo, tiorba e basso continuo (violoncello, tiorba, clavicembalo).

## Registrazioni
- Katalin Farkas, soprano, Derek Lee Ragin, controtenore, Capella Savaria, direttore Nicholas McGegan. Registrato nel 1995. CD: Hungaroton, Cat:31193